# Flowith
Flowith (кит. упр. 飞思, пиньинь Fēisī) — китайская компания, специализирующаяся на разработке платформы искусственного интеллекта с акцентом на мультимодальные ИИ-агенты и расширенные контекстные возможности. Её флагманский продукт, Agent NEO, представляет собой ИИ-агента, способного выполнять сложные многошаговые задачи, такие как создание 3D-игр, написание длинных текстов (например, романов), разработка интерактивных веб-сайтов и обработка больших объемов данных. Платформа также включает маркетплейс данных Knowledge Gardens, позволяющий пользователям создавать, продавать и использовать датасеты для обучения ИИ. Flowith базируется в Ханчжоу, провинция Чжэцзян, и находится в стадии закрытого бета-тестирования (по состоянию на 2025 год), доступ к которому возможен только по инвайт-кодам.
Flowith позиционируется как конкурент таких платформ, как OpenAI, Anthropic и Google, предлагая уникальные возможности, такие как контекстное окно до 10 миллионов токенов и поддержку 3D-генерации.

## История
Flowith была основана в сентябре 2023 года в Ханчжоу, Китай, как стартап в области искусственного интеллекта. Информация о ключевых фигурах и основателях компании отсутствует в открытых источниках, что вызывает вопросы о прозрачности проекта. Компания сосредоточилась на создании ИИ-агентов нового поколения, способных выполнять сложные задачи с высокой степенью автономности.
В 2024 году Flowith анонсировала Agent NEO, позиционируя его как альтернативу таким системам, как OpenAI Manus, Operator и Anthropic Claude. В ходе бета-тестирования Agent NEO продемонстрировал выдающиеся результаты в задачах, требующих длительного контекста и мультимодальности. Например, в сравнительном тесте, проведенном пользователем Hasan Toor, Agent NEO успешно создал рабочую 3D-игру в бильярд, тогда как OpenAI Manus и Lovable не справились с аналогичной задачей.

## Продукты и технологии
Flowith предлагает платформу искусственного интеллекта с двумя основными режимами работы: Flow Mode и Oracle Mode (Agent NEO), а также маркетплейс данных Knowledge Gardens.

### Flow Mode
Flow Mode — это общий режим платформы, предназначенный для генерации контента, автоматизации рабочих процессов и интеграции через API. Основные возможности включают:
- Генерация текста: Использует модели GPT-4.1-mini, Claude 3.5 Haiku, Gemini 2.5 Flash и Grok 3-mini для создания текстов, таких как статьи, отчеты и сценарии[4].
- Автоматизация процессов: Поддержка no-code решений и API-интеграции с внешними сервисами, такими как Slack и Notion, для упрощения рабочих процессов[5].
- Инженерия промптов: Инструменты для создания сложных запросов с использованием ссылок на узлы (Node References), что позволяет структурировать задачи и повышать точность результатов[6].

Flow Mode ориентирован на контент-менеджеров, маркетологов и аналитиков данных, которым требуется быстрая автоматизация и генерация контента.

### Agent NEO (Oracle Mode)
Agent NEO, работающий в Oracle Mode, является флагманским продуктом Flowith, предназначенным для выполнения сложных, многошаговых задач. Основные характеристики:
- Контекстное окно: До 10 миллионов токенов (примерно 7 миллионов слов), с возможностью «бесконечного» расширения за счет оптимизированных алгоритмов кэширования и сжатия данных[7]. Это позволяет обрабатывать большие объемы данных, такие как книги или технические спецификации.
- Мультимодальность:

```
 * Текст: Поддержка 
моделей
 GPT-4.1, Claude 3.7 Sonnet, Gemini 2.5 Pro, Grok 3.
 * Изображения: 
DALL·E 3
, Flux 1.1 Pro, Recraft V3.
 * Видео: Veo 2, Kling V2
[
8
]
.
```

- Долгосрочные задачи: Способность работать над проектами в течение месяцев, включая написание романов, разработку 3D-игр и создание веб-сайтов с интерактивными элементами[9].
- Контроль выполнения: Пользователи могут приостанавливать, корректировать и возобновлять задачи, что обеспечивает гибкость в управлении проектами[10].

Примеры использования:
- Создание 3D-игры в бильярд, превосходящее возможности OpenAI Manus и Lovable[3].
- Генерация веб-страницы с комиксом в стиле Studio Ghibli по сюжету «У Сун сражается с тигром»[11].
- Разработка полного документа для презентации дизайна игры[10].
- Анализ видеоконтента и поиск информации в социальных сетях с использованием Grok[12].

Agent NEO использует модульную архитектуру, предположительно основанную на трансформерных моделях с дополнительными компонентами для обработки мультимодальных данных. Точные детали реализации не раскрываются, но предполагается использование игровых движков, таких как Unity или Unreal Engine, для 3D-генерации.

### Knowledge Gardens
Knowledge Gardens — маркетплейс датасетов, позволяющий пользователям загружать, продавать и покупать данные для обучения ИИ. Основные характеристики:
- Модель монетизации: Flowith взимает 20% комиссии с каждой транзакции. Покупатели получают постоянный доступ к данным с возможностью обновлений[14].
- API-интеграция: Knowledge Retrieval API позволяет интегрировать датасеты в рабочие процессы Agent NEO[5].
- Примеры использования: Датасеты для дизайна игр, анализа данных, контент-креации и исследований ИИ[15].

Knowledge Gardens отличает Flowith от конкурентов, таких как OpenAI и Anthropic, которые не предлагают встроенных рынков данных.

## Сравнение с конкурентами
Flowith и Agent NEO конкурируют с ведущими платформами искусственного интеллекта, такими как OpenAI, Anthropic и Google. Сравнение ключевых характеристик Agent NEO:
| Характеристика          | Agent NEO              | OpenAI Manus     | Anthropic Claude 3.5 Sonnet | Google Gemini 2.5 Pro   |
| ----------------------- | ---------------------- | ---------------- | --------------------------- | ----------------------- |
| Контекстное окно        | 10 млн токенов+        | 128 тыс. токенов | 200 тыс. токенов            | 1 млн токенов           |
| 3D-генерация            | Да                     | Нет              | Нет                         | Нет                     |
| Долгосрочные задачи     | Да (месяцы)            | Нет (ограничено) | Нет (ограничено)            | Нет (ограничено)        |
| Мультимодальность       | Да (текст, 3D, видео)  | Да (текст, код)  | Да (текст)                  | Да (текст, изображения) |
| Интеграция с датасетами | Да (Knowledge Gardens) | Нет              | Нет                         | Нет                     |

Преимущества:
- Уникально большое контекстное окно, подходящее для долгосрочных проектов.
- Поддержка 3D-генерации и интерактивных веб-элементов.
- Интеграция с Knowledge Gardens для специализированных датасетов[8].

Недостатки:
- Закрытая бета-версия, ограничивающая доступ.
- Отсутствие информации о разработчиках и архитектуре.
- Ограниченное количество независимых тестов[2].

## Доступ и монетизация
Flowith предлагает два уровня доступа:
- Бесплатная версия: Работает как чат-бот с моделями GPT-4.1-mini, Claude 3.5 Haiku, Gemini 2.5 Flash и Grok 3-mini. Агентские функции недоступны[1].
- Pro-версия: Стоимость $20 в месяц с 14-дневным бесплатным пробным периодом. Включает полный доступ к Agent NEO и Knowledge Gardens. Оплата возможна без банковской карты[1].

Регистрация требует инвайт-кода формата XXXX-XXXX, что ограничивает доступ к платформе.

## Критика и проблемы
Flowith и Agent NEO получили положительные отзывы за мультимодальные возможности и поддержку больших контекстов. Однако платформа сталкивается с проблемами:
- Ограниченная прозрачность: Отсутствие данных о команде разработчиков и архитектуре вызывает вопросы о надежности[2].
- Закрытый доступ: Инвайт-коды ограничивают массовое тестирование.
- Недостаток независимых обзоров: Большинство тестов проведено пользователями, а не экспертами[13].
- Конкуренция: OpenAI Manus превосходит в задачах программирования, а Anthropic Claude — в анализе текста[2].
- Безопасность: Отсутствие информации о шифровании данных вызывает опасения у пользователей, работающих с чувствительными данными[9].

Возможное влияние Великого китайского файрвола на цензуру контента в Agent NEO также вызывает вопросы, хотя конкретных данных о цензуре в открытых источниках нет.

## Перспективы развития
Flowith имеет потенциал стать значимым игроком на рынке ИИ благодаря уникальным возможностям Agent NEO и Knowledge Gardens. Для дальнейшего успеха компании необходимо:
- Обеспечить публичный доступ, устранив инвайт-коды.
- Раскрыть информацию о команде и технической архитектуре.
- Провести независимые тесты для подтверждения производительности[17].